# Бюссерах
Бюссерах (нім. Büsserach) — громада  в Швейцарії в кантоні Золотурн, округ Тірштайн.

## Географія
Громада розташована на відстані близько 50 км на північ від Берна, 21 км на північ від Золотурна.
Бюссерах має площу 7,6 км², з яких на 11% дозволяється будівництво (житлове та будівництво доріг), 42,3% використовуються в сільськогосподарських цілях, 46,3% зайнято лісами, 0,4% не є продуктивними (річки, льодовики або гори).

## Демографія
2019 року в громаді мешкало 2298 осіб (+15,5% порівняно з 2010 роком), іноземців було 13,7%. Густота населення становила 304 осіб/км².
За віковим діапазоном населення розподілялося таким чином: 19,4% — особи молодші 20 років, 61,6% — особи у віці 20—64 років, 19% — особи у віці 65 років та старші. Було 983 помешкань (у середньому 2,3 особи в помешканні).
Із загальної кількості 706 працюючих 25 було зайнятих в первинному секторі, 298 — в обробній промисловості, 383 — в галузі послуг.